# Калхан (Колорадо)
Калхан (енгл. Calhan) град је у америчкој савезној држави Колорадо.

## Демографија
По попису из 2010. године број становника је 780, што је 116 (-12,9%) становника мање него 2000. године.
| Група             | 2000.       | 2010.       |
| Белци             | 854 (95,3%) | 717 (91,9%) |
| Афроамериканци    | 0 (0,0%)    | 4 (0,5%)    |
| Азијати           | 6 (0,7%)    | 9 (1,2%)    |
| Хиспаноамериканци | 17 (1,9%)   | 27 (3,5%)   |
| Укупно            | 896         | 780         |